# Rachel DiPillo
Rachel Katherine DiPillo (Flint, Michigan, 26 de janeiro de 1991) é uma atriz norte-americana. Desempenhou o papel de Andie na série de TV Jane Virgem e o de Dra. Sarah Reese em Chicago Med.

## Vida pessoal
DiPillo nasceu em Flint, Michigan, e cresceu em Nashville, Tennessee. 

## Carreira
Em 2015, DiPillo interpretou Andie na série Jane a Virgem.
Estrelou o piloto da comédia da NBC Cuckoo, com Michael Chicklis e Cheryl Hines, na primavera de 2015, mas a rede arquivou o projeto.
DiPillo interpretou ainda Dra. Sarah Reese, em Chicago Med, série cuja estreia ocorreu em 17 de novembro de 2015.  Contudo, no início da 4ª temporada, em 2018, a atriz deixou o elenco da série.

## Filmografia
| Ano  | Título                         | Personagem | Notas |
| ---- | ------------------------------ | ---------- | ----- |
| 2010 | Elle: A Modern Cinderella Tale | Partygoer  |       |
| 2012 | Lobisomem: A Besta Entre Nós   | Eva        |       |
| 2012 | Início                         |            |       |
| 2014 | Hello, My Name Is Frank        | Laura      |       |
| 2015 | Cuckoo                         | Rachel     |       |
| 2016 | Verão, de 8 de                 | Emily      |       |

| Ano       | Título             | Personagem       | Notas           |
| --------- | ------------------ | ---------------- | --------------- |
| 2009-2010 | Big Time Rush      | Menina Bonita    | Recorrente      |
| 2010      | Os Portões         | Lexie            | Recorrente      |
| 2011      | Law & Order: LA    | Sylvie Lester    |                 |
| 2011      | Amor De Pica       | Natasha          |                 |
| 2011      | Hawthorne          | Sarah Colton     |                 |
| 2011      | Wendy              | Fawn             |                 |
| 2012      | As Cordas          | Jenny            |                 |
| 2012      | Vingança           | Jaime Cardaci    |                 |
| 2012      | Ossos              | Miranda Spedding |                 |
| 2013      | Emily Owens, M. D. | Allison McLeary  |                 |
| 2014      | Mad Men            | Sherry           |                 |
| 2015      | NCIS               | Chelsea          |                 |
| 2015      | Jane Virgem        | Andie            |                 |
| 2015-2018 | Chicago Med        | Sarah Reese      | Papel principal |
| 2015      | Chicago Fire       | Sarah Reese      |                 |
| 2016      | Chicago, P. D.     | Sarah Reese      |                 |